# Iatrofobia
La iatrofobia (dal greco iatròs, "medico", e phóbos, "paura") è una fobia specifica, letteralmente la paura dei medici o del personale sanitario in generale o semplicemente di chi indossa un camice o una divisa ospedaliera (dentisti, farmacisti, ostetrici, infermieri...). Il concetto risulta essere molto eterogeneo e la fobia assume diverse sfumature a seconda della persona che ne soffre: la paura può limitarsi al solo atto di recarsi dal medico o essere estesa a tutto ciò che riguarda la sanità. Nei casi di maggiore gravità il soggetto rifiuta qualsiasi pratica che sia legata all'ambito sanitario come l'esame del sangue, il controllo della pressione o l'assunzione di farmaci (nel caso specifico la fobia prende il nome di chemofobia, ossia la paura di assumere qualsiasi sostanza chimica di sintesi).

## Trattamento
Il trattamento della fobia risulta altamente difficoltoso a causa della natura stessa della paura. Nei casi più gravi il paziente rifiuta qualsiasi intervento di una figura professionale, anche di uno psicologo, che verrà identificato indistintamente come "medico". In questi casi limite risulta impossibile anche una compliance positiva nell'assunzione di ansiolitici in un eventuale approccio farmacologico della terapia.